# Михаил Синадски
Свети Михаил Синадски је био епископ синадски. 
Овај јерарх посветио се од детињства на службу Христу. Подвизавао се заједно са светим Теофилактом Никомидијским. У хришћанској традицији помиње се да су једном у сушно време ова два светитеља својим молитвама призвали обилну кишу на земљу. Због свог подвижничког и девственог живота од своје ране младости, изабран је и посвећен од патријарха Тарасија за епископа синадског. Участвовао на Седмом васељенском сабору. По жељи царевој ишао је калифу Харун-ал-Рашиду да води преговоре о миру. За време владавине цара Лава Јерменина збачен је са архијерејског престола због поштовања икона и послат у изгнанство, где је у беди и сиромаштву преминуо 818. године оставши до краја веран православљу.
Српска православна црква слави га 23. маја по црквеном, а 5. јуна по грегоријанском календару.